# Plagithmysus koaiae
Plagithmysus koaiae là một loài bọ cánh cứng trong họ Cerambycidae.